# Diplodina minchinii
Diplodina minchinii is een soort in de taxonomische indeling van de Myzozoa, een stam van microscopische parasitaire dieren. Het organisme komt uit het geslacht Diplodina en behoort tot de familie Urosporidae. Diplodina minchinii werd in 1904 ontdekt door Woodcock.